# Take Me Away
Take Me Away – piosenka napisana przez Avril Lavigne i Evana Taubenfelda na drugi studyjny album Lavigne – Under My Skin. Utwór jest pierwszą ścieżką na krążku. Jako singel ukazał się po raz pierwszy w marcu 2004 roku, kiedy to został wydany jako utwór promocyjny w kanadyjskich stacjach radiowych, a także jako strona B singla „Don’t Tell Me”. W 2005 roku utwór ukazał się w australijskich stacjach radiowych jako piąty singel z Under My Skin. Do utworu nie nagrano teledysku.
Stowarzyszenie ASCAP ogłosiło, iż w 2002 roku Lavigne nagrała inny utwór zatytułowany „Take Me Away”, który miał się zawierać na trackliście jej pierwszego albumu zatytułowanego Let Go, jednak piosenka ta nigdy ostatecznie nie została wydana. Napisana przez samą artystkę oraz grupę „The Matrix”, piosenka miała 3:29 minuty długości oraz była znacznie weselsza od utworu z Under My Skin.